# プラノイ H.S.
プラノイ・ハシーナ・スニル・クマル（英語: Prannoy Haseena Sunil Kumar、1992年7月17日 - ）は、インドの男子バドミントン選手。

## 経歴
30歳あたりから全盛期を迎える。
2023年の世界選手権では、準々決勝で世界ランク1位のビクター・アクセルセンを破り、最終的に銅メダルを獲得した。